# Socrate (Satie)
Pour les articles homonymes, voir Socrates (homonymie).
Socrate est une œuvre pour chant et piano ou orchestre d'Erik Satie composée en 1917-1918.

## Présentation
Socrate est un drame symphonique avec voix d'Erik Satie composé à la demande en 1916 de la Princesse de Polignac, celle-ci désirant une pièce musicale pour accompagner la lecture de textes philosophiques. Satie s'attelle à la composition de l’œuvre en 1917 et 1918 et livre une version avec piano et une avec orchestre, non sans modifier la commande en créant une partie pour voix et en la consacrant uniquement à Socrate, avec des extraits de textes de Platon.
Elle comporte trois mouvements :
- Portrait de Socrate : texte extrait du Banquet
- Sur les bords de l'Illissus : extraits du Phèdre
- La Mort de Socrate : texte extrait du Phédon.

Satie a choisi les traductions en français de Victor Cousin, qu'il a modifiées légèrement.
La version pour piano a été créée en avril 1918 par Satie et la mezzo-soprano Jane Bathori dans le salon de la princesse de Polignac.
La version pour orchestre, représentée pour la première fois le 7 juin 1920, fut considérée par le public comme une plaisanterie, pour la plus grande mortification de Satie.
Henry Prunières qualifie la partition d’œuvre « en tout cas originale, spontanée, sincère, exempte de tout pédantisme, de toute affectation », et souligne que « Socrate va troubler ceux qui ne voient, en son auteur, qu'un humoriste, un Alphonse Allais de la musique, sans pressentir la portée de ses créations [...] Qu'une telle musique ne soit pas un instant monotone, ni languissante, c'est le miracle [...] Spectacle bien rare que celui d'un artiste créant son chef-d'œuvre à cinquante ans passés ! ».
L'orchestre est très réduit pour proposer, selon Charles Koechlin, « rien de heurté ni d'agressif, et souvent une grande douceur. Les contrepoints ressortent sans disparate et les ombres, comme sur l'Acropole, restent claires — jamais opaques ni pesantes ».
| Instrumentation de Socrate                                                          |
| Bois                                                                                |
| 1 flûte, 1 hautbois, 1 cor anglais, 1 clarinette                                    |
| Cuivres                                                                             |
| 1 cor, 1 trompette                                                                  |
| Percussions                                                                         |
| Timbales                                                                            |
| Instrument à cordes pincées                                                         |
| Harpe                                                                               |
| Cordes                                                                              |
| Premiers violons, seconds violons, altos, violoncelles, contrebassesen petit nombre |

## Postérité
John Cage a transcrit en 1944 la musique de Socrate pour deux pianos. Sa pièce de 1969, Cheap Imitation est également basée sur Socrate. Elle était destinée à accompagner une chorégraphie de Merce Cunningham, Second Hand.
Le peintre belge Jan Cox (1919-1980) a réalisé deux tableaux sur la mort de Socrate (1952 et 1979) renvoyant à la pièce de Satie : un fragment de la partition de Socrate est collé sur un des tableaux ; le cadre de l'autre porte des citations de la traduction de Victor Cousin.
Le chorégraphe américain Mark Morris a créé en 1983 une pièce de danse sur le troisième mouvement de l'œuvre de Satie, La Mort de Socrate. Il a plus tard chorégraphié la totalité de l'œuvre, qui a été créée en 2010 (costumes de Martin Pakledinaz, lumières et décor de Michael Chybowski).

## Hommages
- Nature morte à la partition de Satie, de Georges Braque, en 1921[8],
- Socrate et Platon, deux sculptures de Constantin Brâncuși[9], en 1922[10].

## Discographie
- Les inspirations insolites d'Erik Satie — Socrate par Danielle Millet (Alcibiade), Andréa Guillot (Socrate), Andrée Esposito (Phèdre), Mady Mesplé (Phédon), Orchestre de Paris dirigé par Pierre Dervaux, enregistré dans la salle Wagram en 1972, EMI Classics, CZS 7 62877 2 (2 CD), 1990.
- Erik Satie — Socrate, Six Nocturnes, Premier menuet par Jean Belliard (ténor) et Billy Eidi (piano), CD Timpani 1C1141, 1993.

### Ouvrages généraux
- René Dumesnil, La musique contemporaine en France, t. I, Paris, Armand Colin, 1930, 218 p. (OCLC 463860084)
- Antoine Goléa, La musique, de la nuit des temps aux aurores nouvelles, Paris, Alphonse Leduc et Cie, 1977, 954 p. (ISBN 2-85689-001-6)
- Vladimir Jankélévitch, La Musique et l'ineffable, Paris, Seuil, 1983, 194 p. (ISBN 2-02-006450-2)
- Charles Koechlin, Traité de l'orchestration, vol. 2, Paris, Éditions Max Eschig, 1955, 443 p.
- Charles Koechlin, Traité de l'orchestration, vol. 4, Paris, Éditions Max Eschig, 1959, 411 p.
- Paul Pittion, La Musique et son histoire : tome II — de Beethoven à nos jours, Paris, Éditions Ouvrières, 1960, 574 p.

### Monographies
- (en) Robert Orledge, Satie the composer, New York, Cambridge University Press, coll. « Music in the 20th Century », 1990, 394 p. (ISBN 978-0-521-35037-2)
- Anne Rey, Satie, Paris, Seuil, coll. « Solfèges », 1974, rééd. 1995, 192 p. (ISBN 978-2-02-023487-0 et 2-02-023487-4)
- Odile Vivier, Varèse, Paris, Éditions du Seuil, coll. « Solfèges », 1987, 192 p. (ISBN 2-02-000254-X).
- Ornella Volta, L'Ymagier d'Erik Satie, Paris, Francis van de Velde, 1979, 124 p. (ISBN 2-86299-007-8)
- Ornella Volta, Satie/Cocteau : les malentendus d'une entente, Paris, Le Castor astral, 1993, 176 p. (ISBN 2-85920-208-0)
- Ornella Volta, Satie et la danse, Paris, Éditions Plume, 1992, 206 p. (ISBN 978-2-7021-2160-3)